# مركز عبد القادر أبو نبعة
مركز عبد القادر أبونبعة هو مؤسسة ثقافية تأسست في عام 2007، في بلدة الزاوية التابعة لمحافظة سلفيت. وهو مرخص من قبل وزارة الحكم المحلي الفلسطينية، وملحق بالمجلس البلدي لقرية الزاوية. شيد المركز على قطعة أرض مساحتها 500 متر، بتبرع من المهندس عبد القادر أبو نبعة. وتأتي أهميته كونه المركز الوحيد الموجود في منطقة سلفيت والتي تعتبر من المناطق المهمشة.

## مبنى المركز
يتكون المركز المبنيّ على مساحة 500 متر مربع تقريباً من طابقين وتسوية، وتبلغ مساحة كل طابق 250 متر مربع، ويتكون الطابق الأول من قاعتين للتدريس المساند ومكتبة ومكتب للنادي الرياضي ومكتب للموظفين الإداريين، والطابق الثاني من قاعة كبيرة متعددة الأغراض وغرفة إدارة وقاعة حاسوب. وتعد مكتبة المركز هي الأضحم في المحافظة حيث تحتوي على الاف الكتب المتنوعة. ويطمح مديرالمركز بأن يصبح منارة ثقافية تتوارثها الاجيال، ومكان يستطيع تلبية إحتياجات كافة شرائح المجتمع من أطفال وشباب ونساء من خلال العمل في مختلف المجالات.

## إنجازات المركز
يقوم المركز بتنمية وتطوير مهارات شباب ونساء البلدة من خلال:
- تنفيذ الكثير من البرامج والأنشطة والدورات التدريبية والورش التعليمية. مثل الأمسيات الشعرية والمعارض الفنية. [5][6]

- تنظيم ورش العمل والمحاضرات العامة والندوات العلمية والصحية في كل عام بهدف مناقشة قضايا تهم المجتمع المحلي، ورفع مستوى الوعي المجتمعي.[7]

- المشاركة في الفعاليات الإجتماعية والوطنية التي تتعلق بالأسرى وبالقضية الفلسطينية، و الحملات التطوعية في زراعة الأشجار وقطاف الزيتون، وإعادة تصنيع المواد غير القابلة للتحليل، ورسم الجداريات.
- المشاركة في مبادرة لتوثيق المواقع الأثرية والتاريخية، والتي أطلقت من قبل وزارة الثقافة الفلسطينية باسم "سلفيت في عيون التاريخ"، وتشمل المراكز التاريخية والخرب والمقامات والكهوف والينابيع.[8]